# Kręcko
Kręcko (prononciation : [ˈkrɛnt͡skɔ]) est un village polonais de la gmina de Zbąszynek dans le powiat de Świebodzin de la voïvodie de Lubusz, dans l'ouest de la Pologne.
Il se situe à environ 5 kilomètres au sud-ouest de Zbąszynek (siège de la gmina), 18 kilomètres à l'est de Świebodzin (siège du powiat), 37 kilomètres au nord-est de Zielona Góra (siège de la diétine régionale) et 68 kilomètres au sud-est de Gorzów Wielkopolski (capitale de la voïvodie).
Le village comptait approximativement une population de 297 habitants en 2013.

## Histoire
Le nom allemand du village était Kranz.
Après la Seconde Guerre mondiale, avec la mise en œuvre de la ligne Oder-Neisse, le village est intégré à la République populaire de Pologne. La population d'origine allemande est expulsée et remplacée par des Polonais.
De 1975 à 1998, le village appartenait administrativement à la voïvodie de Zielona Góra. Depuis 1999, il appartient administrativement à la voïvodie de Lubusz.

## Personnalités liées
- Paul Rostock (1892-1956), médecin nazi et accusé du procès des Médecins, né à Kręcko